# コネティカット聾唖教育指導施設
コネティカット聾唖教育指導施設（英語: Connecticut Asylum for the Education and Instruction of Deaf and Dumb Persons）は、1817年にコネティカット州に設立されたアメリカ初の公立ろう学校である。後のアメリカろう学校（英: American School for the Deaf）の前身となっている。

## 沿革
創立者は、トーマス・ホプキンズ・ギャローデット、ローラン・クレークとメーソン・コグスウェルである。
最初に入学した生徒は、創立者の一人の娘アリス・コグスウェルや肖像画家のジョン・ブリュースター・ジュニアを含めて12歳から51歳までの7人のろう児・者だった。そのうち、教師になったのは4人だった。
初期のろう教育において、教員養成を行った学校であった。また、教員に加えて、画家、作家、新聞社主など多くの優れたろう者を世に送り出した。
また、アメリカにおける最古のろう教育関係刊行物である「アメリカろう者年報」("The American Annals of the Deaf")は、1847年、同校で初めて発行された。南北戦争のため発行できなかった時期を除いて現在まで発行され続けている。後に編集事務局はギャローデット大学に移っている。